# Rivetina syriaca
Rivetina syriaca — вид богомолів роду Rivetina, поширений у країнах Близького Сходу та Середньої Азії. Бурожовтий богомол, самиці з укороченими крилами.

## Опис
Середні богомоли, довжина тіла близько 6 см. Тіло буре чи жовтувате, іноді з темнобрунатними крапками. Голова приблизно однакова завдовжки та завширшки. Передньогруди явно довші за передні тазики, з глибоким овальним надтазиковим вгинанням, по всьому краю з дрібними зубцями. Тазики передніх ніг з 5-7 зубцями. Передні стегна міцні, з 7-11 внутрішніми та 4 зовнішніми шипами. Передні гомілки з 7-8 зовнішніми шипами та 11-12 внутрішніми. Середні та задні ноги тонкі та довгі, основний членик лапки з шипами на нижній поверхні. Крила у самців добре розвинені, кінці крил досягають кінця черевця. Крила самиць укорочені, не довше за передньоспинку. Передні крила напівпрозорі, з буруватим костальним полем, чорним анальним полем, прозорою смугою на задньому краї та двома великим світлими плямами. Задні крила матові, з кремовими жилками та вічкоподібною плямою. Церки конічні, короткі.
Субгенітальна платівка самиць з 2 шипами, пристосована для копання ґрунту при відкладці яєць.
Від близького виду Rivetina baetica відрізняється більшим і кремезним тілом та коротшими крилами в самиць.

## Ареал
Поширений на Близькому Сході та в Центральній Азії: на Кіпрі, в Лівані, Сирії, Іраку, Туреччині, Туркменістані та Таджикистані.
Виділяють 3 підвиди:
- R. syriaca anatolica La Greca & Lombardo, 1982
- R. syriaca mesopotamica  La Greca & Lombardo, 1982
- R. syriaca syriaca Saussure, 1869